# 莞島黏盲鰻
莞島黏盲鰻，為盲鳗科黏盲鰻屬的其中一種，分布於西北太平洋東海、日本海海域，為深海魚類，棲息深度60-80公尺，體延長呈圓柱狀，體後方側扁，5對鰓孔，眼斑明顯，總黏液孔74-82個（前鰓部黏液孔14-18個；鰓部黏液孔4個；軀幹部黏液孔46-49個；尾部黏液孔9-11個），體背面均勻呈深褐色或紫色，腹面白色，白色中背線明顯，從第一前鰓黏孔的上部區域開始到尾巴周圍，體長可達29.2公分，主要棲息在大陸坡泥底部，屬肉食性，主要以腐屍為食，沒有交配器官，性腺位於腹膜腔內，卵巢位於性腺的前部，睾丸位於性腺的後部，若性腺的顱部發育，則成為雌性；若性腺的尾部發生分化，則成為雄性，生活習性不明。